# Tadeusz Rogalski (bokser)

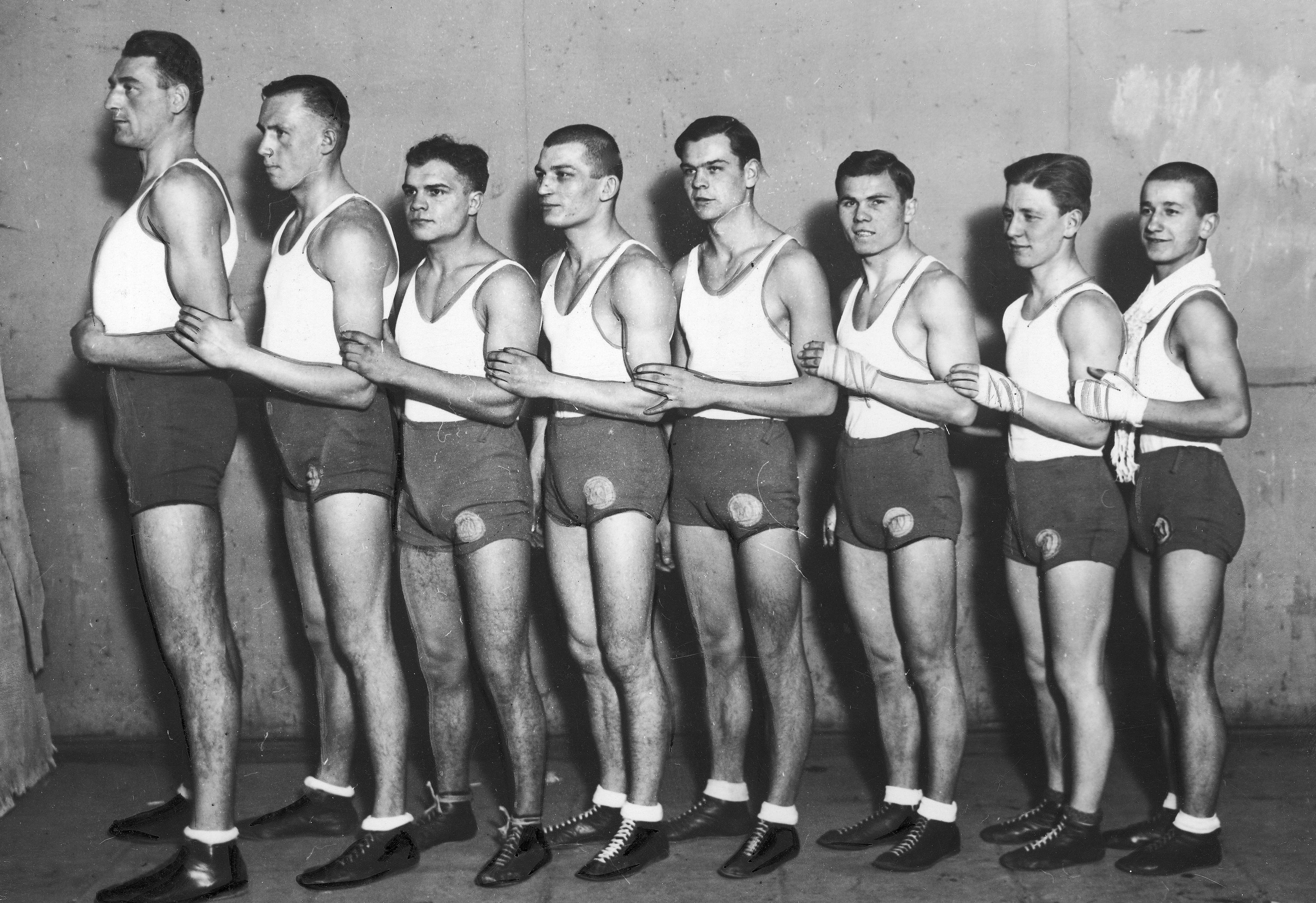
Drużyna bokserska Warty Poznań (1935). Stoją od lewej: Stanisław Piłat, Franciszek Szymura, Antoni Kruszyna, Janisław Sipiński, Władysław Jarecki, Tadeusz Rogalski, Wincenty Wirski i Edmund Sobkowiak

Tadeusz Rogalski (ur. 24 listopada 1912, zm. 25 marca 1986 w Poznaniu) – polski bokser, medalista mistrzostw Europy.

## Życiorys
Był wychowankiem i zawodnikiem klubu Warta Poznań. Boks uprawiał (z przerwą w czasie II wojny światowej) w latach 1928–1946. Walczył w kategoriach: muszej, koguciej i piórkowej. Startując w mistrzostwach Europy w Budapeszcie (1934), zdobył brązowy medal w kategorii koguciej. Indywidualnie dwa razy zdobył mistrzostwo Polski w wadze muszej w 1932 i w koguciej w 1934 roku. Jeden raz był wicemistrzem Polski w wadze piórkowej w 1946, oraz brązowym medalistą w tej samej wadze w 1936 roku. W drużynowych mistrzostwach Polski trzy razy z Wartą zdobył mistrzostwo w latach 1932–1936.
W latach 1932–1945, sześć razy wystąpił w reprezentacji Polski odnosząc (1 zwycięstwo, 1 remis przy 4 porażkach).
Należał do ścisłej czołówki polskich pięściarzy okresu międzywojennego.
Zmarł w Poznaniu. Został pochowany na cmentarzu Junikowo (pole 38, kwatera 4-1-7).